# Gorssel
Gorssel è una località dei Paesi Bassi situata nella municipalità di Lochem, nella provincia della Gheldria.
La località è stata un comune fino al 1º gennaio 2005.